# Maria von Linden

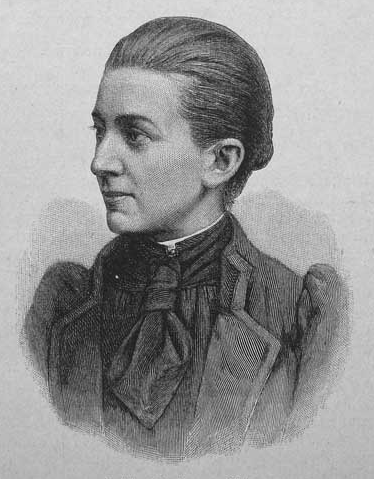
Maria von Linden nel 1894

Maria von Linden (nota anche come Maria von Linden; Maria Grafin von Linden; Maria Gräfin von Linden-Aspermont; Maria von Linden-Aspermont; o Linden-Aspermont; Heidenheim an der Brenz, 18 luglio 1869 – Schaan, 25 agosto 1936) è stata una batteriologa e zoologa tedesca. Linden dovette lottare per ottenere un posto all'università, una laurea e un dottorato a causa del suo sesso. Fu una delle prime donne in Germania a ricevere il titolo di "professoressa". Brevettò un tipo di bendaggio e vinse un premio per le sue ricerche sulle ali delle farfalle. Fu allontanata dall'incarico in seguito all'ascesa del partito nazista in Germania.

## Primi anni di vita
Linden nacque da una famiglia aristocratica tedesca che risiedeva a Schloss Burgberg, castello vicino a Heidenheim an der Brenz, nel Regno di Württemberg, nel 1869. I suoi genitori Edward ed Eugenie von Linden le fecero frequentare una scuola a Karlsruhe per quattro anni, dove ricevette un'educazione da signorina. Mostrò abilità ed entusiasmo per la matematica e la fisica. Al suo ritorno al castello di famiglia fece leggere il suo primo articolo sui depositi di minerali nel fiume Hürbe alla società geologica di Karlsruhe (da un uomo) nel 1890. L'articolo fu notato dal professor von Quenstedt, geologo dell'Università di Tubinga.

## Carriera

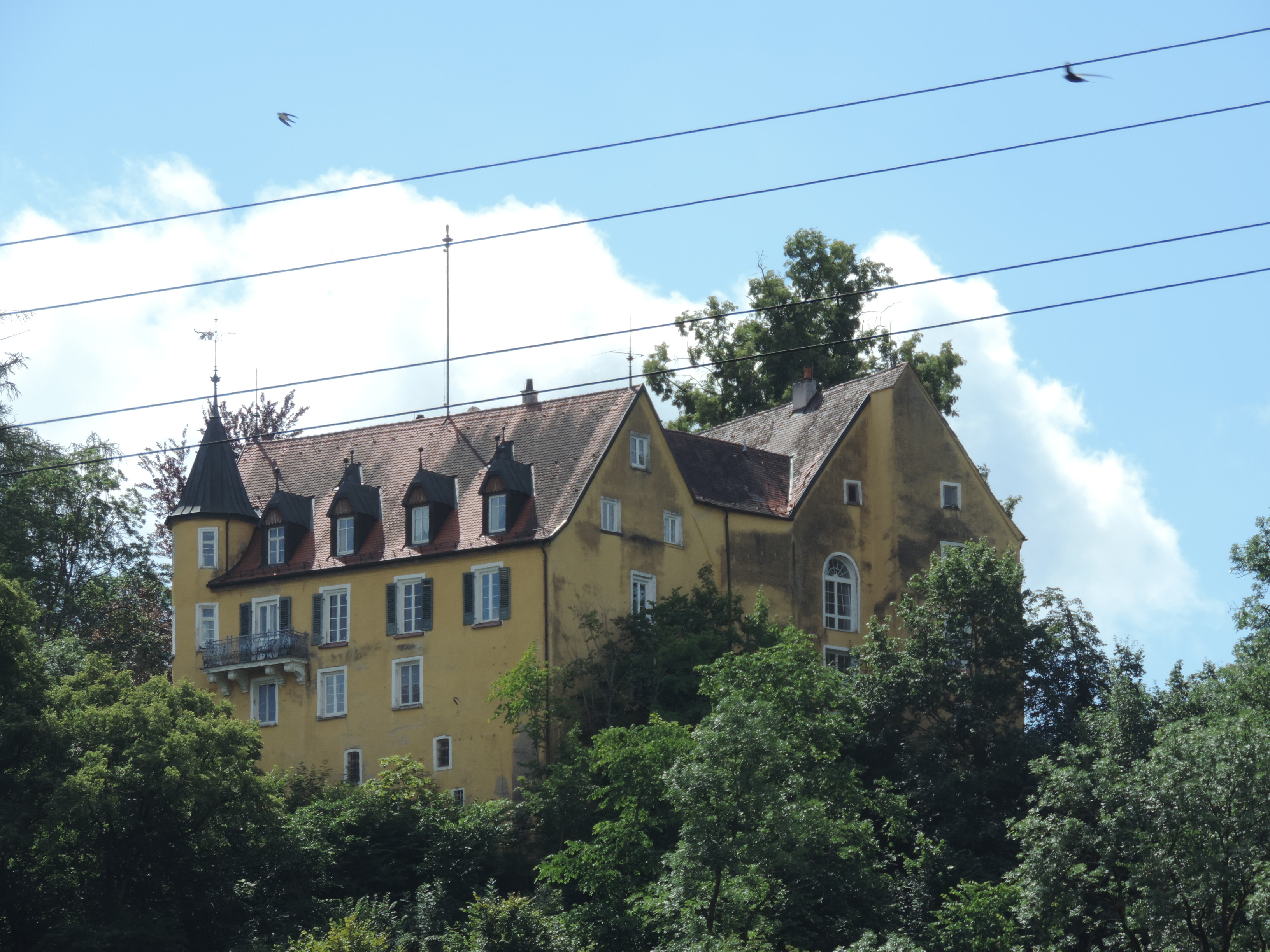
Il Castello Burgberg nel 2014. Linden ha venduto il castello natale (nella foto).

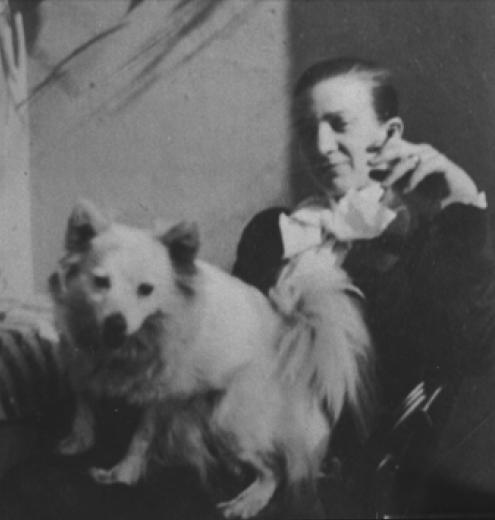
Linden con il suo cane nel 1902

L'anno seguente, dopo essere stata istruita da un tutore, fu la prima donna del Regno di Württemberg a sostenere l'esame di maturità. Questo fu possibile in quanto aveva l'autorizzazione di un ministro e con questo esame dimostrò che aveva competenze accademiche, anche se non il genere, per frequentare un'università tedesca. Linden dovette accontentarsi di lezioni private da parte di professori universitari a Tubinga, in quanto non riuscì a ottenere un posto ufficiale, nonostante le pressioni dello zio, Joseph von Linden che era stato ministro. Invece, con 8 voti a favore su 10, le fu permesso di essere una uditrice. I suoi studi all'università furono finanziati e sostenuti dall'Associazione tedesca delle cittadine.
Coltivò il suo interesse per la matematica, la fisica e la scrittura di articoli di storia naturale mentre apprendeva l'evoluzione lamarckiana dallo zoologo Theodor Eimer. Sotto la guida di Eimer, ottenne una laurea e nel 1895 completò la sua tesi riguardante l'evoluzione del guscio della lumaca e ottenne il dottorato in Scienze Naturali. Lavorò come assistente di Eimer fino alla sua morte nel 1899.
Nel 1903 ricevette il premio Da Gama Machado per il suo lavoro sullo sviluppo del colore nelle ali delle farfalle e nel 1908 si trasferì a Bonn dove diresse un nuovo istituto di parassitologia. Ricercò le cause e i sintomi della tubercolosi e altre malattie polmonari. Riteneva che il rame potesse costituire una terapia per la tubercolosi. Mentre era a Bonn assunse Frau von Altenburg come sua accompagnatrice. Linden divenne la prima donna (o una delle prime) a essere nominata professore ordinario in Germania nel 1910. Nonostante la disapprovazione del Ministero dell'Istruzione prussiano, ottenne il grado di professore, ma non le fu permesso di insegnare. Linden ricevette un brevetto per la sua scoperta che i sali di rame potevano essere usati come disinfettante; una compagnia di bendaggi in seguito applicò questa idea ai suoi prodotti.

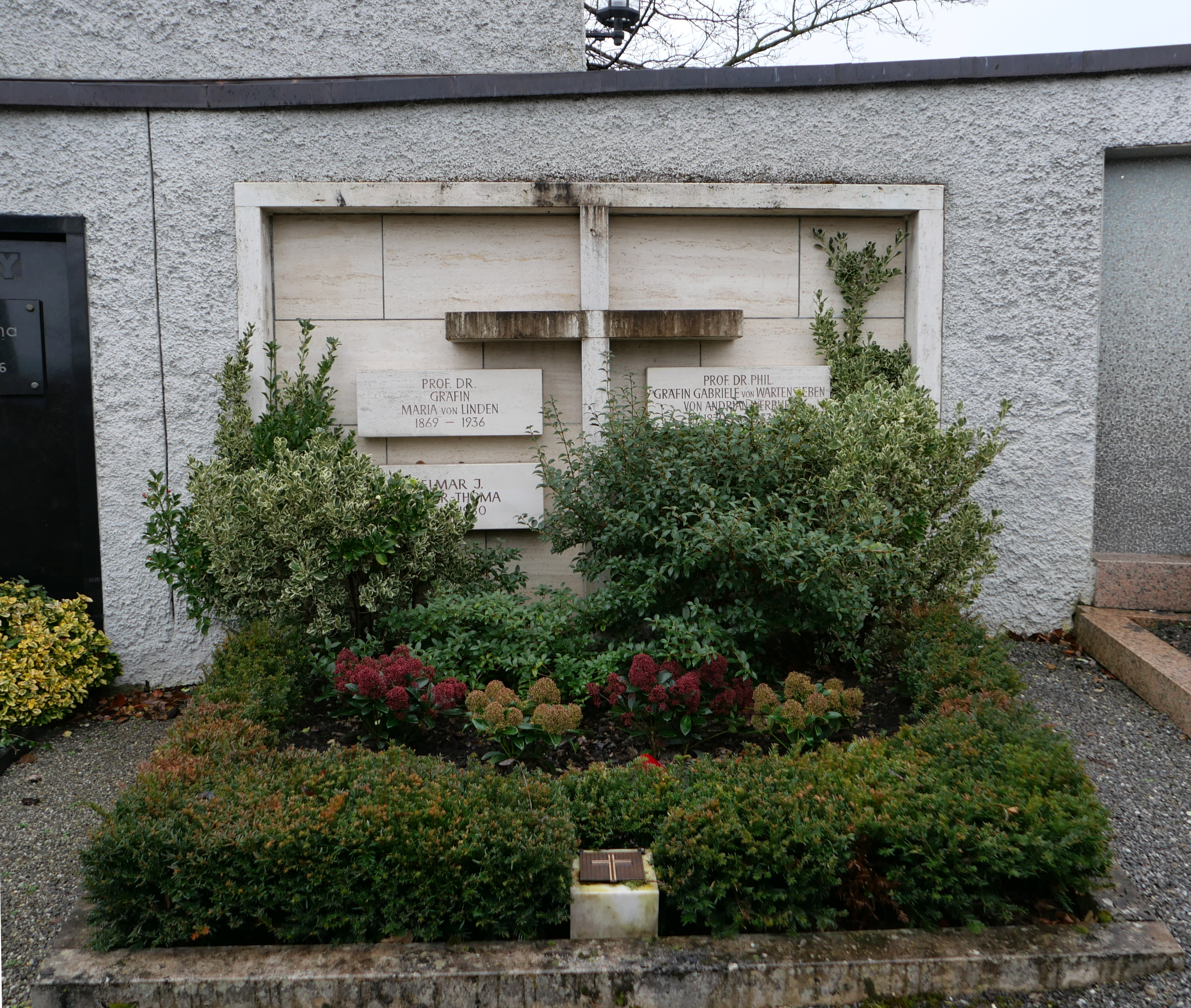
La tomba a Schaan che von Linden condivide con la sua amica Gabriele von Wartensleben.

Linden vendette il castello di famiglia poiché le servivano soldi; nel frattempo l'ascesa dei nazisti la costrinse a lasciare il suo lavoro. Emigrò con Frau von Altenburg nel Liechtenstein.

## Morte ed eredità
Linden morì di polmonite il 25 agosto 1936 a Schaan, nel Liechtenstein.
Ha brevettato una tipologia di bendaggio e vinto un premio per le sue ricerche sulle ali delle farfalle; ha ottenuto un brevetto anche per la sua scoperta che i sali di rame potevano essere usati come disinfettante.
Nel 1999, a Calw, una scuola secondaria è stata intitolata a lei. Si tratta del Liceo Maria von Linden, un liceo scientifico tedesco.